# À l'âge d'Ellen
Pour plus de détails, voir Fiche technique et Distribution.
À l'âge d'Ellen (titre original : Im Alter von Ellen) est un film allemand réalisé par Pia Marais sorti en 2010.

## Synopsis
Pour Ellen, hôtesse de l'air de 43 ans, un monde s'effondre quand elle apprend que l'amie de son compagnon attend un enfant de lui. Elle subit un effondrement au travail et est suspendue de ses fonctions. Dans l'hôtel de l'aéroport, elle est invitée à une orgie mais ne fait que regarder. Sa vie est déséquilibrée, elle est incapable d'être seule. Elle plonge, rejoint un groupe d'activistes des droits des animaux et fait la connaissance de Karl. Ellen sent que ces personnes ont un sens de la vie qui lui a manqué jusqu'ici et qui l'attire par leur cohésion et leur engagement. Elle participe à des actions provocatrices et dangereuses. Son ancien ami Florian tente de la reconquérir pour vivre avec elle dans un triangle amoureux. Mais Ellen épouse Karl pour le libérer du service militaire ; peut-être seulement pour s'éloigner davantage de sa vie de classe moyenne. Mais seulement pour une courte période, Ellen se donne à cette relation non conventionnelle. Bientôt, elle disparaît secrètement et apparaît comme une activiste du bien-être des animaux en Afrique. Dans son odyssée surréaliste et sans but, elle semble gagner sa force intérieure et surmonter sa crise de la quarantaine.

## Fiche technique
- Titre : À l'âge d'Ellen
- Titre original : Im Alter von Ellen
- Réalisation : Pia Marais assisté de Regina Tiefenthaller et Friedemann Bezner
- Scénario : Pia Marais, Horst Markgraf
- Musique : Horst Markgraf, Yoyo Röhm
- Direction artistique : Petra Barchi
- Costumes : Gabriella Ausonio
- Photographie : Hélène Louvart
- Son : Andreas Hildebrandt
- Montage : Mona Bräuer
- Production : Christoph Friedel, Claudia Steffen
- Sociétés de production : Pandora Film, Westdeutscher Rundfunk, Arte
- Société de distribution : Films sans Frontières
- Pays d'origine :  Allemagne
- Langue : allemand
- Format : Couleur - 1,85:1 - Mono - 35 mm
- Genre : Comédie dramatique
- Durée : 95 minutes
- Dates de sortie :
  -  Suisse : 6 août 2010 (Locarno Festival).
  -  Allemagne : 20 janvier 2011.
  -  France : 4 janvier 2012[1].

## Distribution
- Jeanne Balibar : Ellen
- Stefan Stern : Karl
- Georg Friedrich : Florian
- Julia Hummer (VF : Pascale Chemin) : Rebecca
- Eva Löbau (de) : Simone
- Alexander Scheer : Bennett
- Clare Mortimer : Clare
- Ian Roberts : Hagan
- Jasna Fritzi Bauer (VF : Nathalie Bienaimé) : Billy

## Source de la traduction
- (de) Cet article est partiellement ou en totalité issu de l’article de Wikipédia en allemand intitulé « Im Alter von Ellen » (voir la liste des auteurs).